# Geierswalder See
Der Geierswalder See, obersorbisch Lejnjanski jězor, ist ein künstlicher See. Er liegt größtenteils im Freistaat Sachsen nordwestlich von Hoyerswerda und teilweise in Brandenburg. Direkt am See liegen die Orte Geierswalde und Kleinkoschen, ein Ortsteil von Senftenberg. Er ist der erste touristisch nutzbare See der zukünftigen Lausitzer Seenkette, nach dem bereits in den 1970er Jahren gefluteten Senftenberger See. Für ihn wurde das Restloch des Tagebaus Koschen mit dem Wasser der Schwarzen Elster geflutet. Die letzten Sanierungsarbeiten endeten 2004. Im Jahr 2006 wurde der See freigegeben. Die Flutung des Sees dauerte bis 2013 an. Der Wasserinhalt des Sees beträgt 98 Millionen Kubikmeter.

## Sanierungsarbeiten

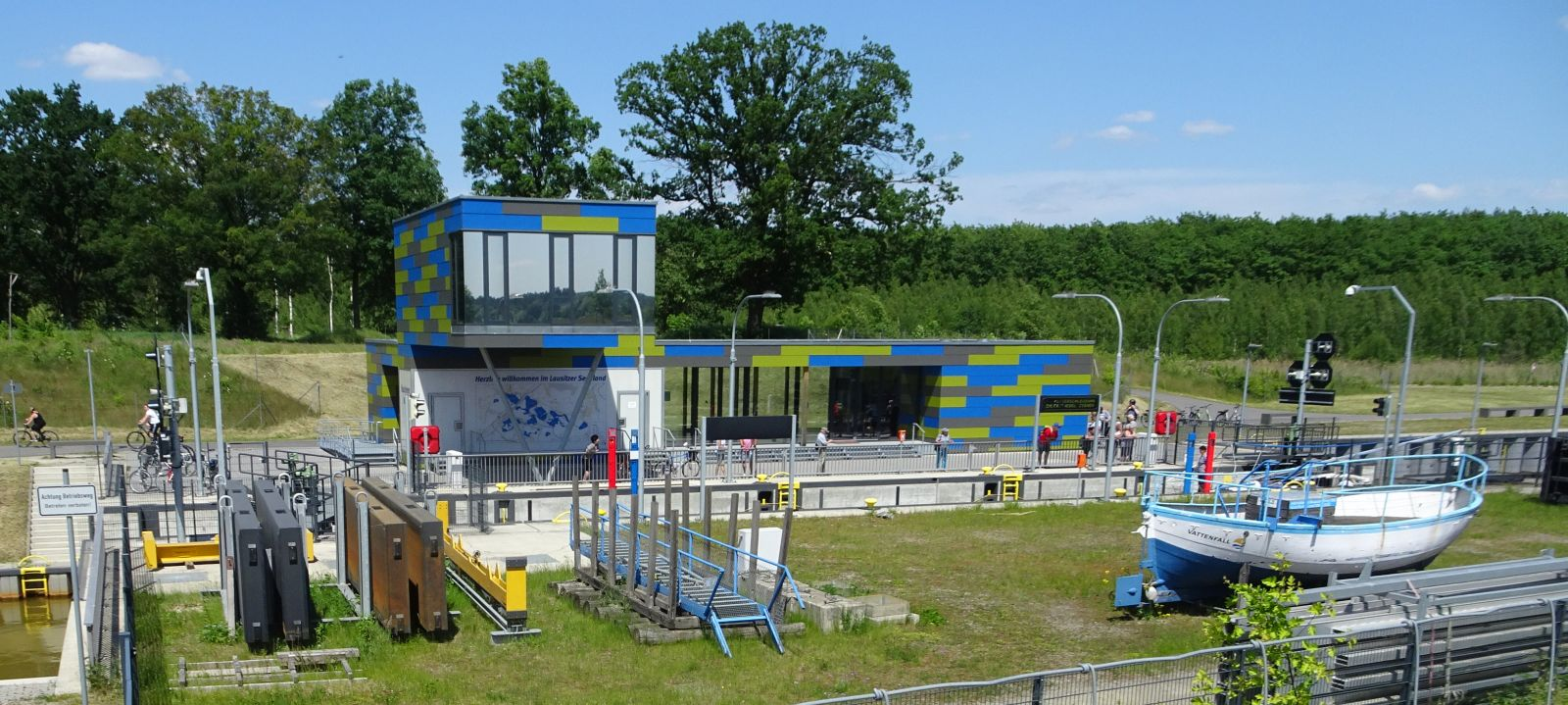
Schleuse Koschen zwischen Geierswalder und Senftenberger See

Der Tagebau Koschen wurde nur bis 1972/1973 betrieben, aber die Ufer des künftigen Sees mussten noch gestaltet und seine Wasserqualität verbessert werden. Das Wasser in diesem See zeigte einen sauren Charakter. Ein pH-Wert von ca. 3,8 stellte sich ein, der später durch Kalkung auf 6,8 angehoben wurde. Seit Abschluss der Flutung 2013 hat der Geierswalder See eine Wasserfläche von 653 Hektar; das Geierswalder Ufer erhielt einen Strand von 2,7 Kilometern Länge.
Der Geierswalder See gehört noch der LMBV. Das Ufer ist steil abfallend. Am Geierswalder See ist Surfen, Baden und Motorwassersport während der Saison (Mai bis September) erlaubt.
Der See ist über den künstlich geschaffenen Sornoer Kanal mit dem Sedlitzer See verbunden. Mit dem Senftenberger See ist er seit 2013 durch den Koschener Kanal (früher Überleiter 12) verbunden. Es handelt sich um einen etwa ein Kilometer langen Kanal, der teilweise als Schiffstunnel unter der Bundesstraße 96 und der Schwarzen Elster ausgeführt ist. Eine Schleuse überbrückt den Höhenunterschied von ein bis zwei Metern zwischen den Seen.

## Lausitzer Seenland

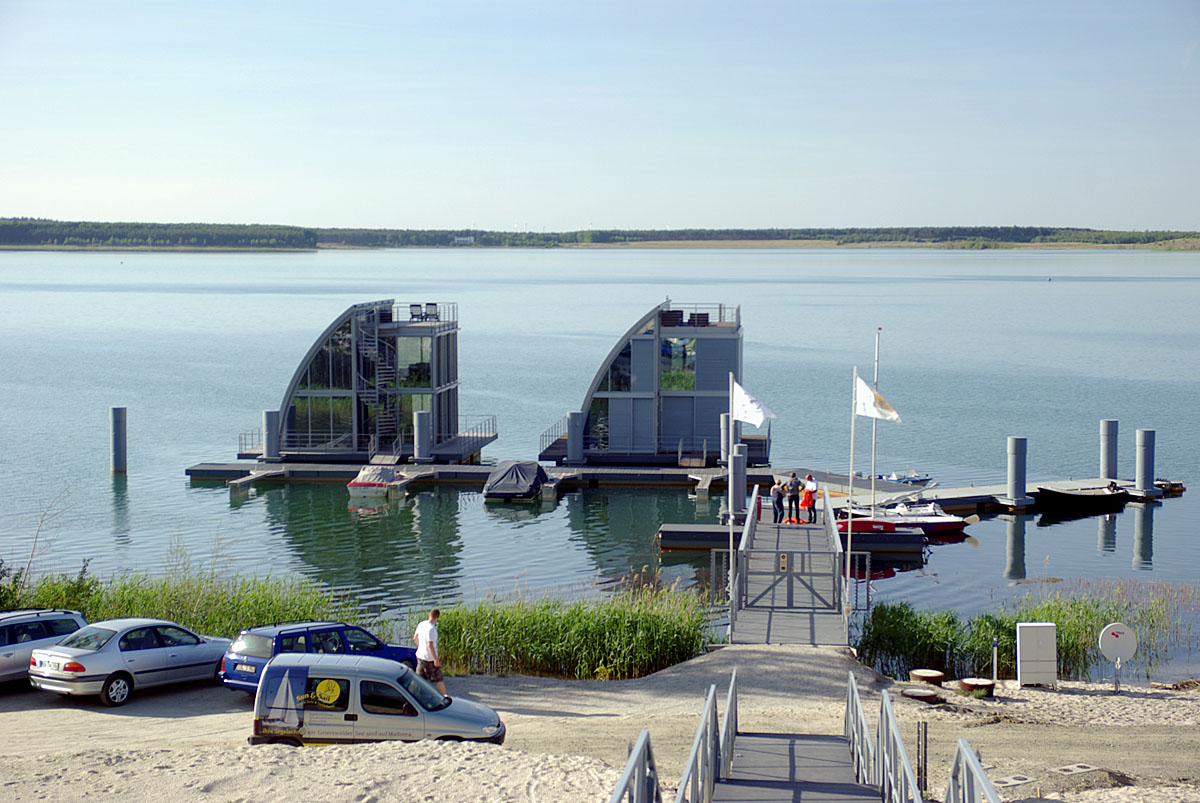
Schwimmende Häuser

In den nächsten Jahren entsteht hier durch die Umwandlung von 12 ehemaligen Tagebaugruben in Brandenburg und Sachsen in ein Wasser-Freizeit-Gebiet das Lausitzer Seenland und Europas größte künstliche Wasserlandschaft mit neun Seen und einer Gesamtwasserfläche von etwa 7000 bis 8300 Hektar. Davon werden 6500 Hektar eine durch schiffbare Kanäle (wie der Sornoer Kanal) verbundene und auch für größere Fahrgastschiffe befahrbare Wasserfläche sein. Der mehr als ein Kilometer lange Barbara-Kanal verbindet den Geierswalder mit dem Partwitzer See (ehemals Tagebau Skado).
Die Flutung der Tagebaurestseen lag im April 2011 bei ungefähr 75 %.

## Touristisches Entwicklungskonzept

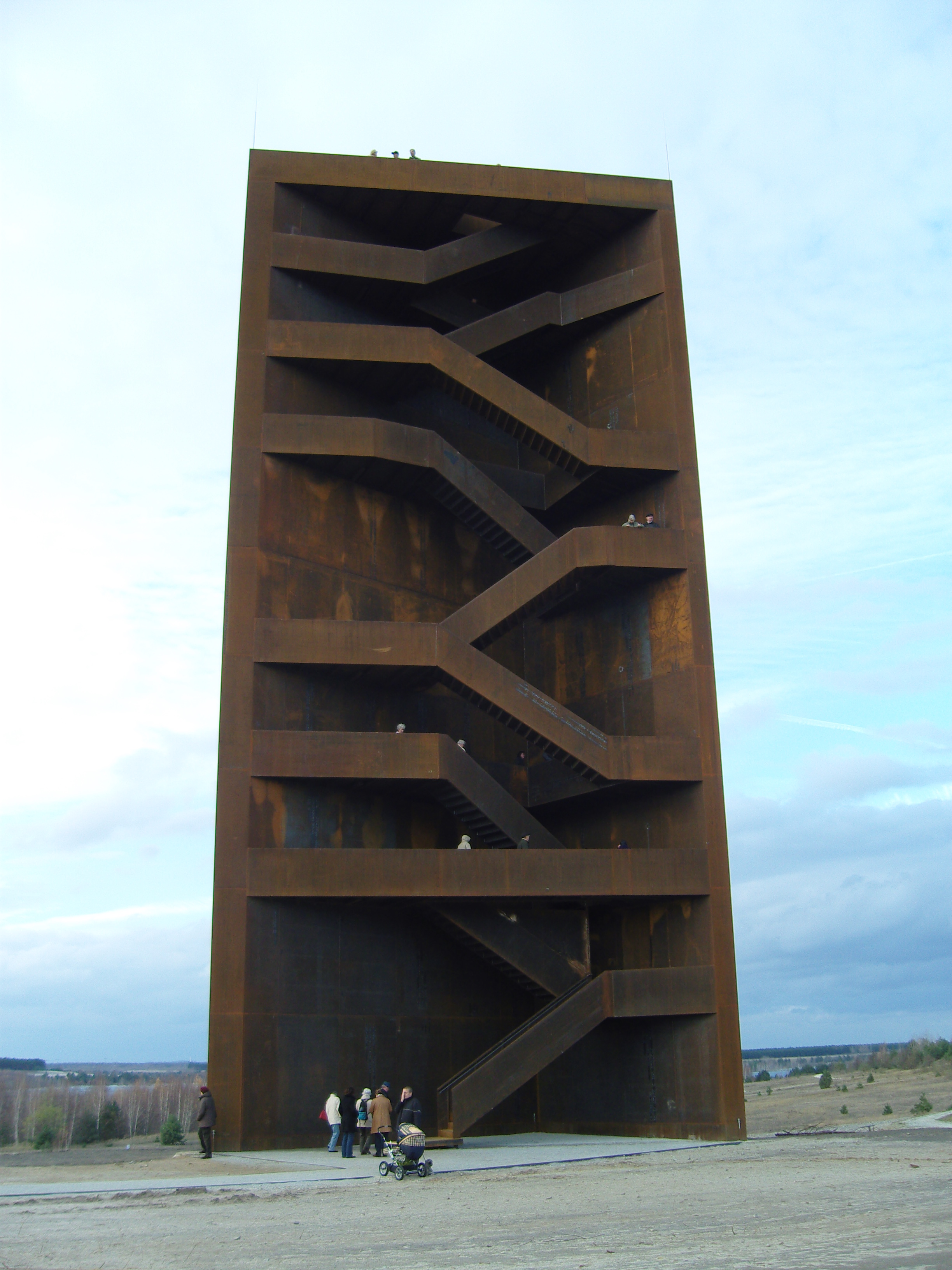
Rostiger Nagel

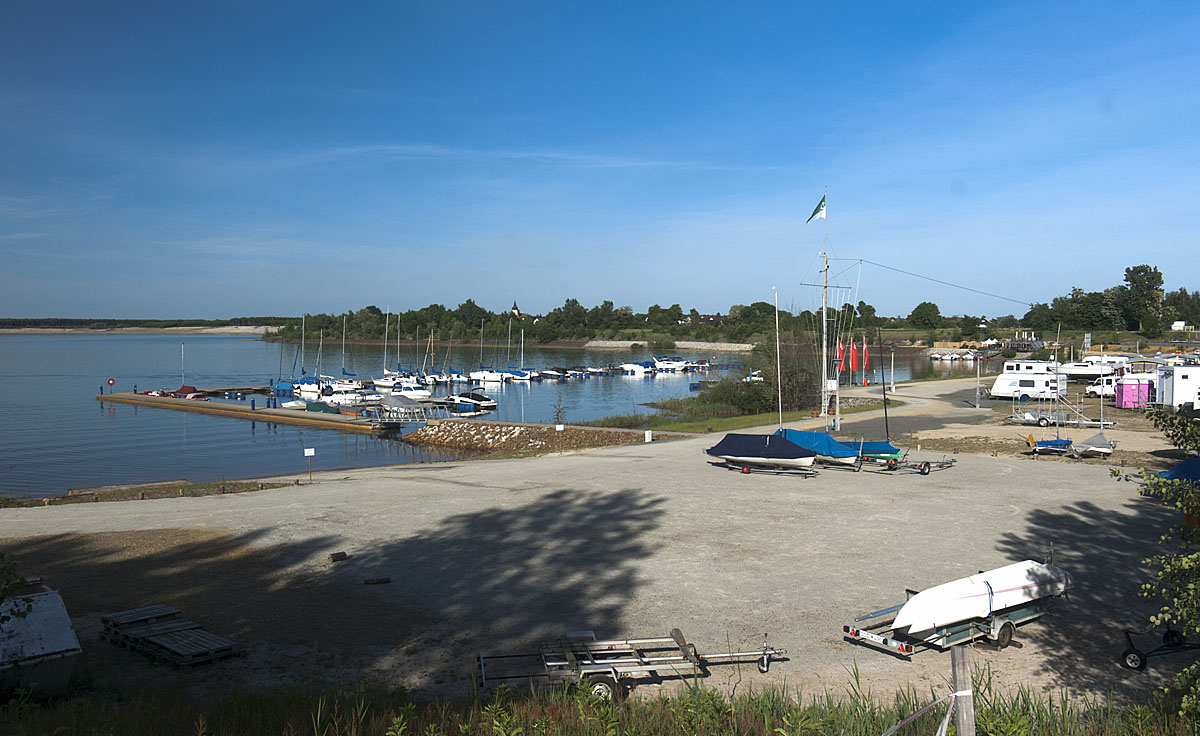
Kleiner Hafen

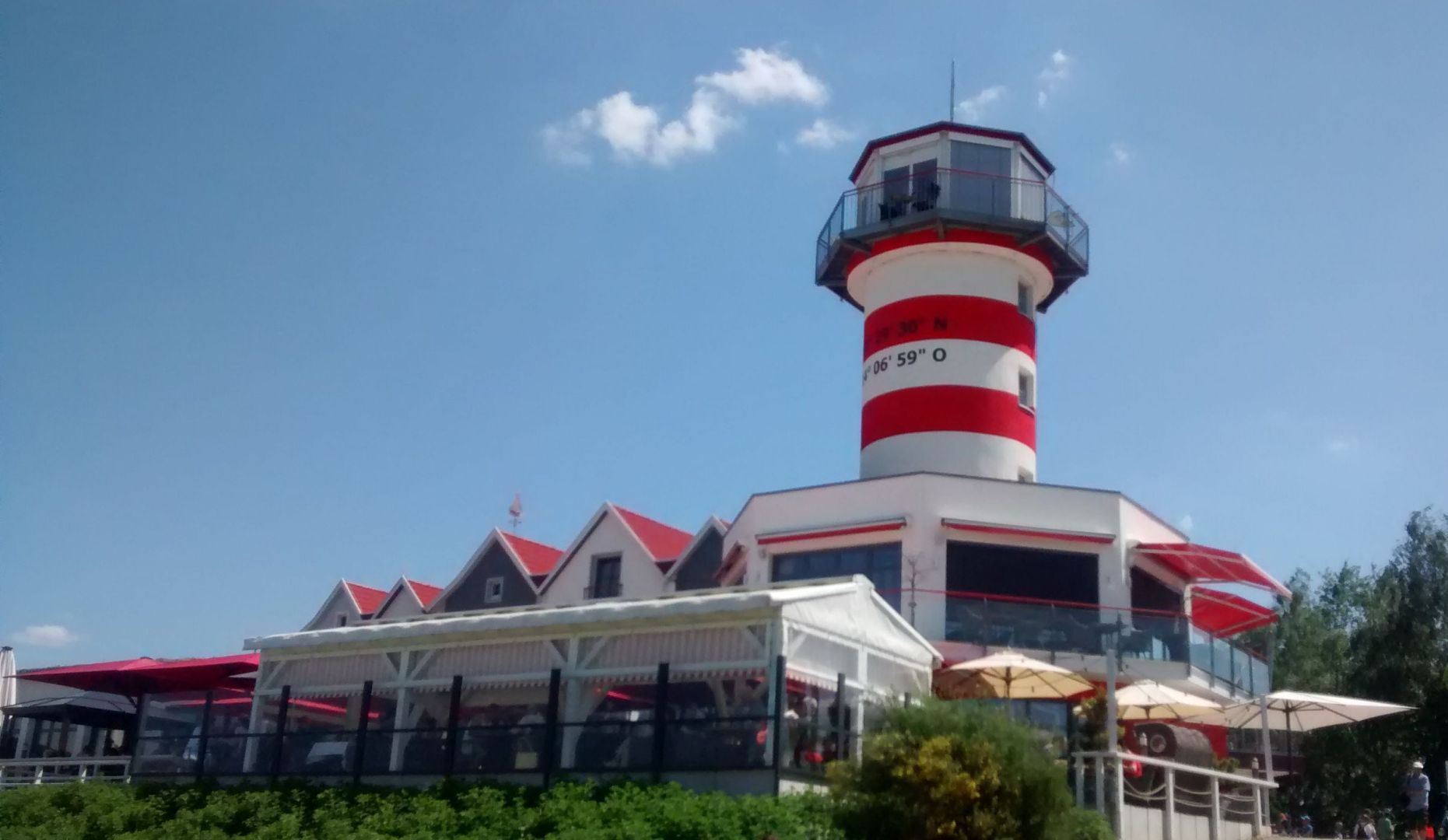
Leuchtturm

Konkret nimmt die Planung der Wasser- und Erlebniswelt Geierswalder See immer mehr Gestalt an. Im „Touristischen Entwicklungskonzept Freizeit- und Wasserwelt Geierswalde“ gibt es vier Teilbereiche:
- Sportboothafen/Wasserwanderstützpunkt mit 60 (später 300) Liegeplätzen und eine „Marina der Schwimmenden Häuser“
- Ortszentrum mit Sonnenterrassen, Windspitze und einer multifunktionalen Seebrücke
- Erlebniswelt „Düne“
- Strandbereich Koschendamm mit einer Wasserskianlage (Ostufer) und einem Campingplatz

Am Sornoer Kanal wurde eine 30 Meter hohe Landmarke erbaut, der sogenannte „Rostige Nagel“. Dabei handelt es sich um einen Aussichtsturm aus Cortenstahl. Am 23. Oktober 2008 wurde der Turm freigegeben. Seinen Namen erhielt er durch den rotbraunen Überzug aus Patina, der im Laufe der Zeit noch zunehmen soll. Dies soll dem Turm ein Aussehen von Tagebaumaschinen geben. Die Kosten betrugen fast eine Million Euro. Der Turm wurde im Themenjahr „Seensucht Lausitz“ der Internationalen Bauausstellung Fürst-Pückler-Land eingeweiht. Wegen der vollständig fehlenden Barrierefreiheit, obwohl diese eindeutig gesetzlich vorgeschrieben ist, wurde der Turm im Jahr 2009 mit dem Negativpreis „Betonkopf“ ausgezeichnet.
Die Fertigstellung der insgesamt 23 Einzelprojekte erfolgte zwischen 2002 und 2009.